# Xperia 1 VI
Xperia 1 VI（エクスペリア ワン マークシックス）は、ソニーが製造するスマートフォンである。ソニーのXperiaシリーズのひとつで、ミドルレンジモデルXperia 10 VIとともに、2024年5月15日に発表された。

## 主要な変更
Xperia 1 VIは先代のXperia 1 Vから大幅に進化している。主な変更点は5つ。
1. アスペクト比21:9が19.5:9になりYoutubeショート等の動画も端が切れずに見れるようになった。
2. バッテリー消費の大きかった解像度を変更。4KがFHD+になり電池持ちが大幅に向上。また、ヒトは画素密度が300ppiを超えていると画素を目視できないと言われており[7]、本機は396ppiであるため画素数の低下は問題にならない。なお、4Kディスプレイを搭載した先代機のXperia 1 Vは643ppiである[8]。
3. 冷却機構であるベイパーチャンバーを搭載したことにより、長年の課題だった発熱を克服。
4. OSアップデート最大3年、セキュリティーアップデート最大4年に対応しより長く使えるように。
5. 可変光学望遠が85-125mm(3.5x-5.2x)から85mm-170mm(3.5x-7.1x)に進化し、より遠くまで画質劣化なく撮れるようになった。

## 仕様
出典：

### CPU (SoC)
CPUは、QualcommのSnapdragon8Gen3を搭載。Snapdragon8Gen2（Xperia 1 Vに搭載）から30-40%ほど性能が向上している。

### ディスプレイ
サイズは約6.5インチでアスペクト比は先代のXperia 1 Vの21:9から19.5:9になりコンテンツを見やすくなった。また、有機ELディスプレイを採用している。解像度はFHD+で先代の4Kから低下しているが、スマホの画面サイズ程度ではほとんど違いは判らない。可変リフレッシュレート1-120Hzに対応した事で、先代の固定リフレッシュレート120Hzと同じ滑らかさを実現しつつ節電できるようになった。

### 内蔵メモリ・ストレージ容量
SIMフリー版ではメモリが16GBか12GBで、ストレージが256GBか512GBを選べるようになった。キャリア版ではメモリーが12GBでストレージが256GB。最大1.5TBのmicroSDカードに対応している。

### バッテリー容量
バッテリー容量は5,000mAh。前作のXperia 1 Vと同容量だが、CPU性能の向上、ディスプレイの低解像度化、可変リフレッシュレート対応で大きく持続時間は向上した。

### カメラ[11]

#### 総括
今回からカメラアプリがPhotography Pro、Videography Pro、Cinema Proの三つから標準カメラアプリに統合された。Android15へのアップデートによりProVideoモードが追加され、動画撮影でもマニュアル撮影ができるようになった。今まで通りZEISS T＊コーティングの使用で透き通った画像を記録できる。4,800万画素の広角レンズ・1,200万画素の超広角レンズ・1,200万画素の望遠レンズから構成されたトリプルカメラを背面に搭載。また、姿勢推定技術を搭載した事で被写体が動いても焦点を合わせやすくなった。

#### 広角レンズ
レンズの中央部分を切り出す(クロップ)ことで、光学2倍相当の望遠を実現。また、先代のXperia 1 Vと同様に2層トランジスタ画素積層型CMOSイメージセンサー「Exmor T for mobile」が採用され、ダイナミックレンジの拡大とノイズを低減している。さらに4つの画素を1つに束ねるピクセルビニングにより、4倍の画素サイズにして画素のサイズを大きくすることで、より多くの光を吸収してノイズの少ない低照度撮影を実現。

#### 望遠レンズ
Xperia 1シリーズの売りの一つである可変光学望遠が85-125mm(3.5x-5.2x)から85mm-170mm(3.5x-7.1x)に進化。また、新機能であるテレマクロ(接写)が搭載され、一般的なスマホカメラの広角望遠を利用した接写機能よりも望遠レンズを利用するため、寄って撮影出来る点が特徴。

### スピーカー
左右両方のステレオスピーカーユニットの背面を、専用のエンクロージャーで囲うことで（フルエンクロージャー構造）、中低音の再現性を向上するとともに、筐体振動が引き起こす濁った音を大幅に低減し、透き通った音を実現。また、高い駆動電圧と低いノイズレベルを齎す高性能スピーカーアンプの採用により、迫力ある音を実現。鋭く強い音の再現性や、余韻のある繊細な音の表現力が向上し、臨場感のある音響となった。

### その他の機能
- 防水IPX5/IPX8、防塵IP6X
- 3.5mmイヤホンジャック
- 最高1.5TB microSDカード
- おサイフケータイ (FeliCa)

## 色展開
| 色 | 名前           | 注            |
| -- | -------------- | ------------- |
|    | ブラック       |               |
|    | プラチナグレー |               |
|    | カーキグリーン | SIMフリーのみ |
|    | スカーレット   | SIMフリーのみ |